# Prosopocera pallida
Prosopocera pallida là một loài bọ cánh cứng trong họ Cerambycidae.